# Дреґ (переодягання)

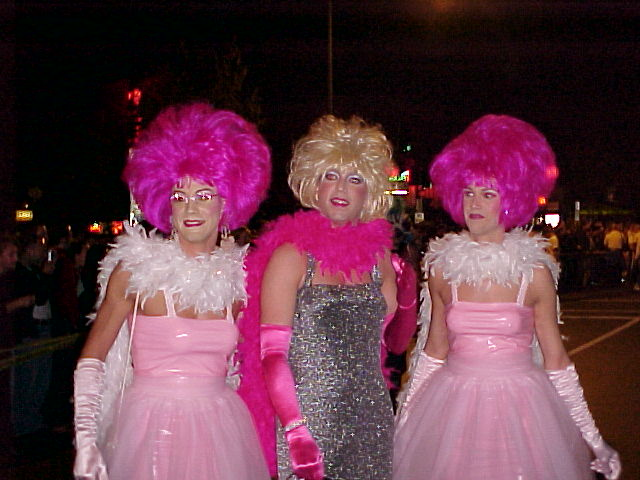

 Термін "дреґ" або "перетягування" означає надмірну маскулінність, жіночність або інші форми вираження статі. Дрег-королева - це той, хто (як правило, чоловік), який зображує жіночність, а дрег-король - це хтось (зазвичай жінка), яка зображує маскулінність.    Цей термін може використовуватися як іменник та як прикметник.

## Етимологія
Використання терміна "перетягування" в цьому сенсі з'явилося в друці вже в 1870 р.,   але його походження невідомо. Одним із запропонованих етимологічних коренів є театральний жаргон XIX століття від відчуття довгих спідниць, що тягнуться по підлозі. 

## Культура балів

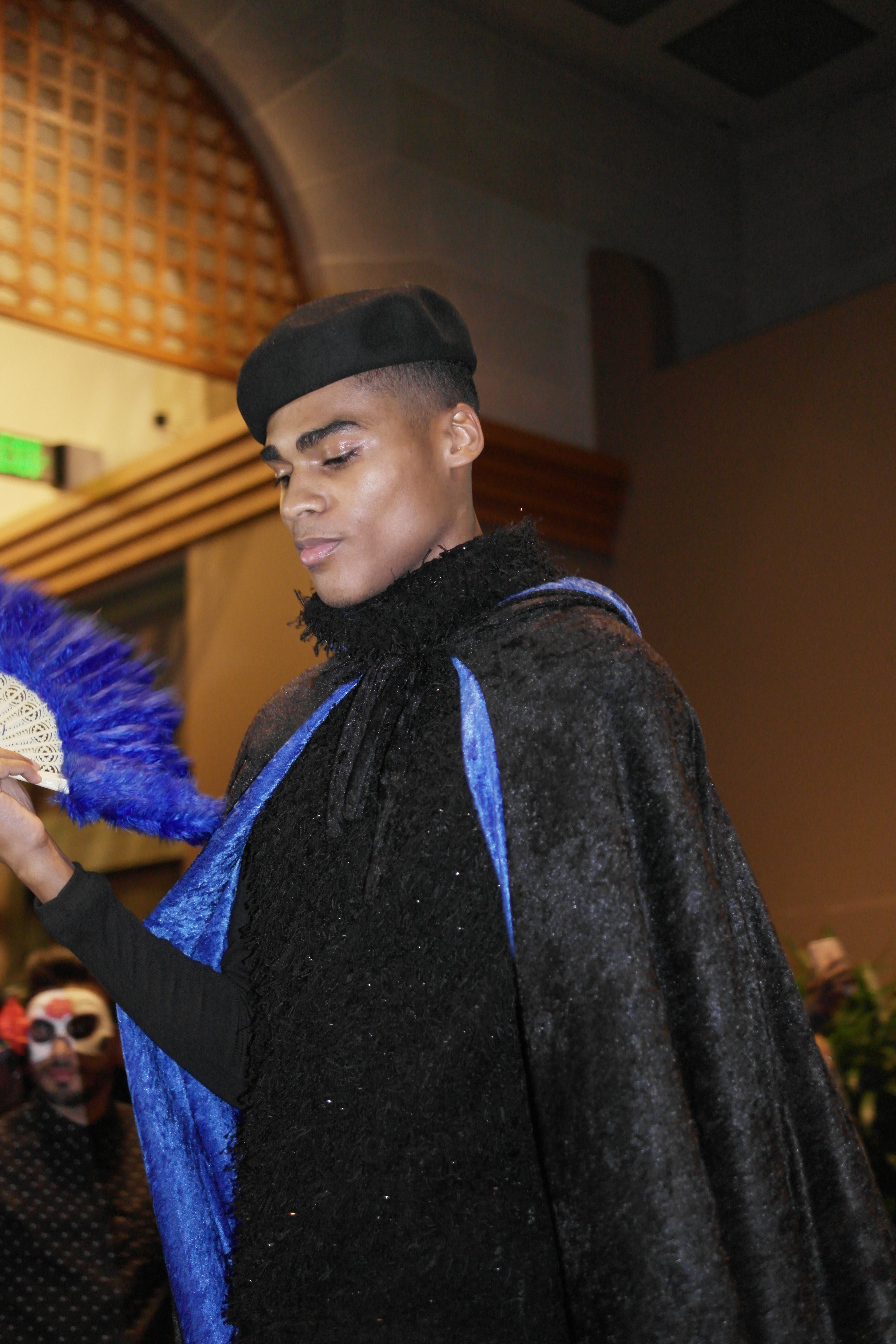
Учасник балу в Національному музеї африканського мистецтва, 2016 рік

Бальна культура - це підпільна ЛГБТ-субкультура, яка виникла в 1920-х рр. у Нью-Йорку,  в якій люди "гуляють" (тобто змагаються) за трофеї, призи та славу на таких заходах як бали. Учасниками балу є переважно молоді афроамериканські та латиноамериканські члени ЛГБТК-спільноти.  Учасники танцюють, позують Vogue, змагаються та підтримують одне одного в одній або декількох численних категоріях змагань з перетягування та виступів. Категорії призначені для одночасного втілення та насичення різних статей, соціальних класів та архетипів у суспільстві, а також пропонують втечу від реальності. Культура виходить за рамки екстравагантних формальних подій, оскільки багато учасників культури балів також належать до груп, відомих як "сім'я" ("дім"), давні традиції в ЛГБТ-спільнотах та расових меншин, де друзі живуть у домогосподарствах, складаючи стосунки та спільноту, яка може заміняти справжню сім'ю, від якої вони можуть бути відчуженими.  
Культурна балів вперше отримала популярність серед широкої аудиторії в 1990 році, коли її модний танцювальний стиль був представлений у пісні Мадонни "Vogue", і в документальному фільмі Дженні Лівінгстон "Париж горить" того ж року. Voguing - це високостилізований тип сучасного хаус-танцю, який з’явився у 1980-х і розвинувся в культурі балів 1960-х в Гарлемі, штат Нью-Йорк.  У 2018 році американський телевізійний серіал "Поза" продемонстрував сцену культури балу в Гарлемі 1980-х і був номінований на численні нагороди. 

## Королі та королеви
Дреґ-королева (перше використання в друці, 1941) - це чоловік, який перевдягається, або для вистави, або для себе особистого. Хоча багато з цих чоловіків насправді є цисгендерами, термін "королева" відрізняє таких чоловіків від трансвеститів, транссексуалів чи трансгендерів. Ті, хто "виконує перетягування" як комедію, роблять це, надягаючи надзвичайно важкий і часто складний макіяж, перуки та протези (груди) як частину костюма. Жінок, які одягаються як чоловіки і виступають як гіпермаскулінні чоловіки, іноді називають королями драг; однак drag kings також має набагато ширший спектр значень. 
Натомість фальшива королева, біо королева (bio queen) , як правило, є біологічною жінкою, яка визначає себе як жінку, виконуючи в тому ж контексті перетягування та відображення таких рис, як перебільшене волосся та макіяж (як приклад, виступ актриси та співачки Леді Гаги під час її першої появи у фільмі 2018 року "Народження зірки" ). 